# Binnendüne Waltersberge
Die Binnendüne Waltersberge ist eine der größten Binnendünen Brandenburgs. Sie liegt in der Kleinstadt Storkow im Landkreis Oder-Spree am Ostrand des Naturparks Dahme-Heideseen. Der Kern des Dünenkomplexes steht mit rund 14 Hektar als Naturschutzgebiet Binnendüne Waltersberge unter  Schutz und ist als FFH-Gebiet im Natura-2000-Verbund ausgewiesen.
Die Unterschutzstellung soll unter anderem ihre charakteristischen Silbergras- und Grasnelkenfluren und Schaf-Schwingelrasen sowie Insekten wie den Ameisenlöwen, das Maskottchen des Naturschutzgebiets, bewahren. Fast unmittelbar an das Nordufer des Großen Storkower Sees grenzend, erhebt sich die Düne mit dem 69 Meter hohen Storkower Weinberg um bis zu 32 Meter über die Wasserfläche des Sees.
Die Binnendüne wurde im Laufe der Zeit von zahlreichen anthropogenen Eingriffen überprägt. Dazu zählen wirtschaftliche Nutzungen wie Weinanbau, Aufforstung und Sandabbau für ein Kalksandsteinwerk, das zum Teil in die Düne hineingebaut wurde. Da zu Beginn der 2000er-Jahre nur noch rund ein Viertel der Fläche offen lag, wurden 2010 und 2011 umfangreiche Maßnahmen ergriffen, um die Sukzession aufzuhalten und mit Auslichtungen die ökologisch wichtigen, offenen Flächen zurückzugewinnen und freizustellen.

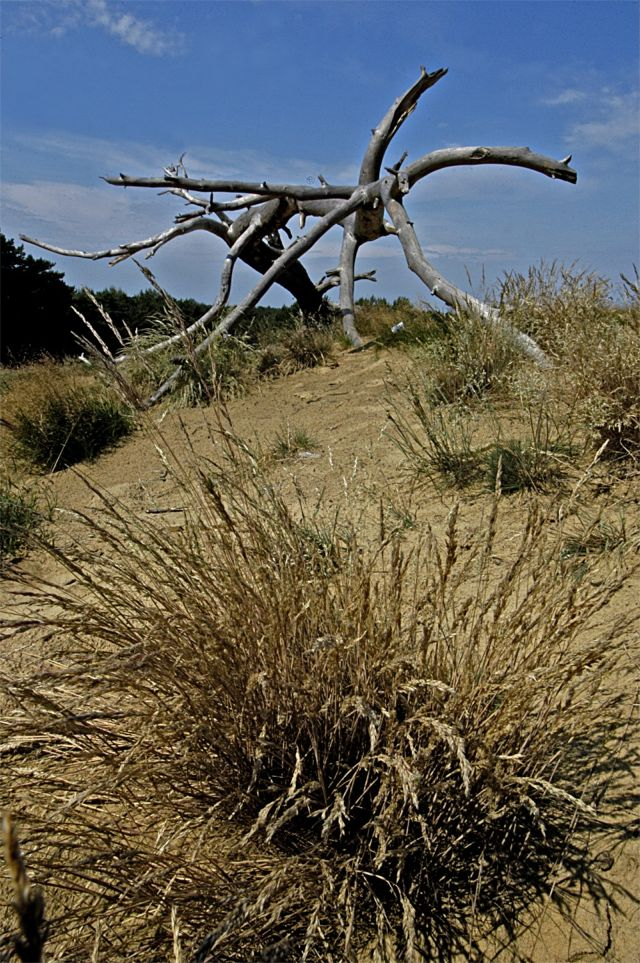
Der Kamm der Binnendüne

## Geographie und Geologie

### Lage

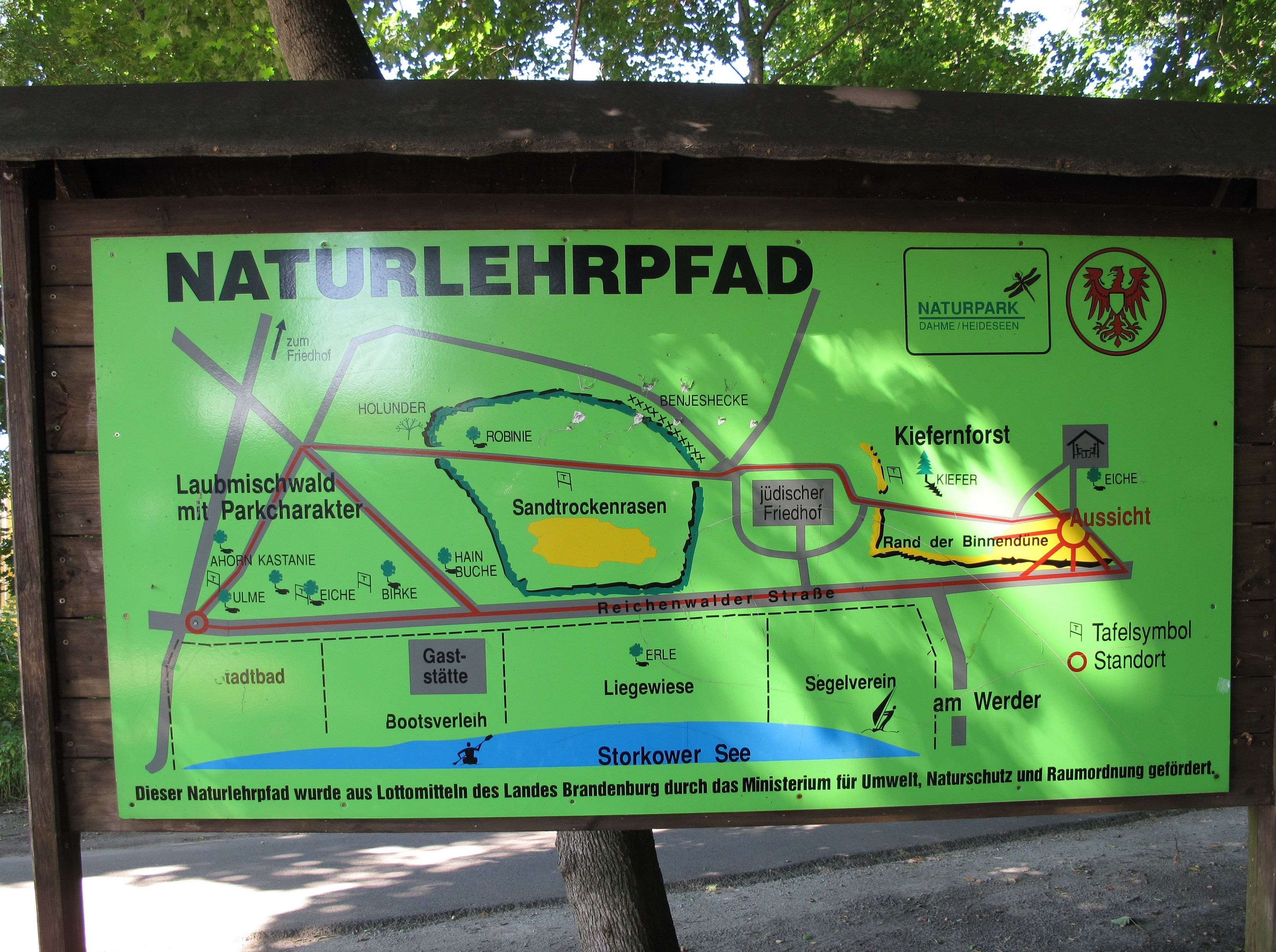
Karte der Düne und des Naturlehrpfads

Die Binnendüne Waltersberge liegt auf dem Stadtgebiet Storkows rund 1,5 Kilometer nordöstlich des denkmalgeschützten historischen Stadtzentrums im Bereich des kleinen Storkower Forstes. Zwischen der Düne und dem Nordufer des Großen Storkower Sees verläuft die Reichenwalder Straße, Teil der Kreisstraße K 6749 nach Reichenwalde. An die Ausläufer des Gebiets schließt sich im Nordosten das Hirschluch an, eine landschaftsgeschützte, ehemals vermoorte Niederung (Luch) mit einem kleinen See an der „Evangelischen Jugendbildungs- und Begegnungsstätte Hirschluch“, der über den Lebbiner See und das Rieploser Fließ nach Nordosten zum Storkower Kanal entwässert. Nach Westen reichen die Sandhügel bis fast an den Städtischen und Jüdischen Friedhof heran.

### Naturraum und Entstehung
Das Gelände befindet sich südlich des von der Spree durchflossenen Berliner Urstromtals am Westrand der Storkower Platte in der Storkower Talsandfläche im Ostbrandenburgischen Heide- und Seengebiet, das in den Naturräumlichen Haupteinheiten Deutschlands als Nr. 82 geführt wird. Die zahlreichen Seen und Sande des Gebiets sind ein Relikt des Brandenburger Stadiums (24.000 bis 22.000) der Weichsel-Eiszeit.
Die Schmelzwasser des tauenden Eises lagerten die Fracht der Gletscher als glazifluviale Sedimente ab und hinterließen in den Urstromtälern oder auf Hochflächen wie der Zauche weite Sanderflächen. Da der Boden nach dem endgültigen Abtauen des Eises noch gefroren und vegetationslos beziehungsweise noch längere Zeit ohne geschlossene Pflanzendecke blieb, wurde der feinkörnige Sand ungehindert aufgeblasen, über zum Teil weite Strecken transportiert, an bodennahen Hindernissen aufgewirbelt und an anderer Stelle zu Binnendünen und Flugsandfeldern wieder abgelagert. Während der Wind in Ost- und Südbrandenburg eher Flugsandfelder anwehte, bildete die bis zu 69 Meter hohe, wellige Ablagerung nördlich des Storkower Sees eine der größten Binnendünen in Deutschland aus. Auch bei den bis zu 53 Meter hohen Türkenbergen – lediglich rund zwei Kilometer westlich gelegen – soll es sich um eine derartige Ablagerung handeln. Allerdings wird diese ausgedehnte „Sandschelle“ kaum noch als Düne wahrgenommen, da sie aufgrund von Aufforstungsmaßnahmen in den 1770er-Jahren komplett mit Kiefernwald bedeckt ist (siehe unten).

## Naturschutz und Schutzmaßnahmen

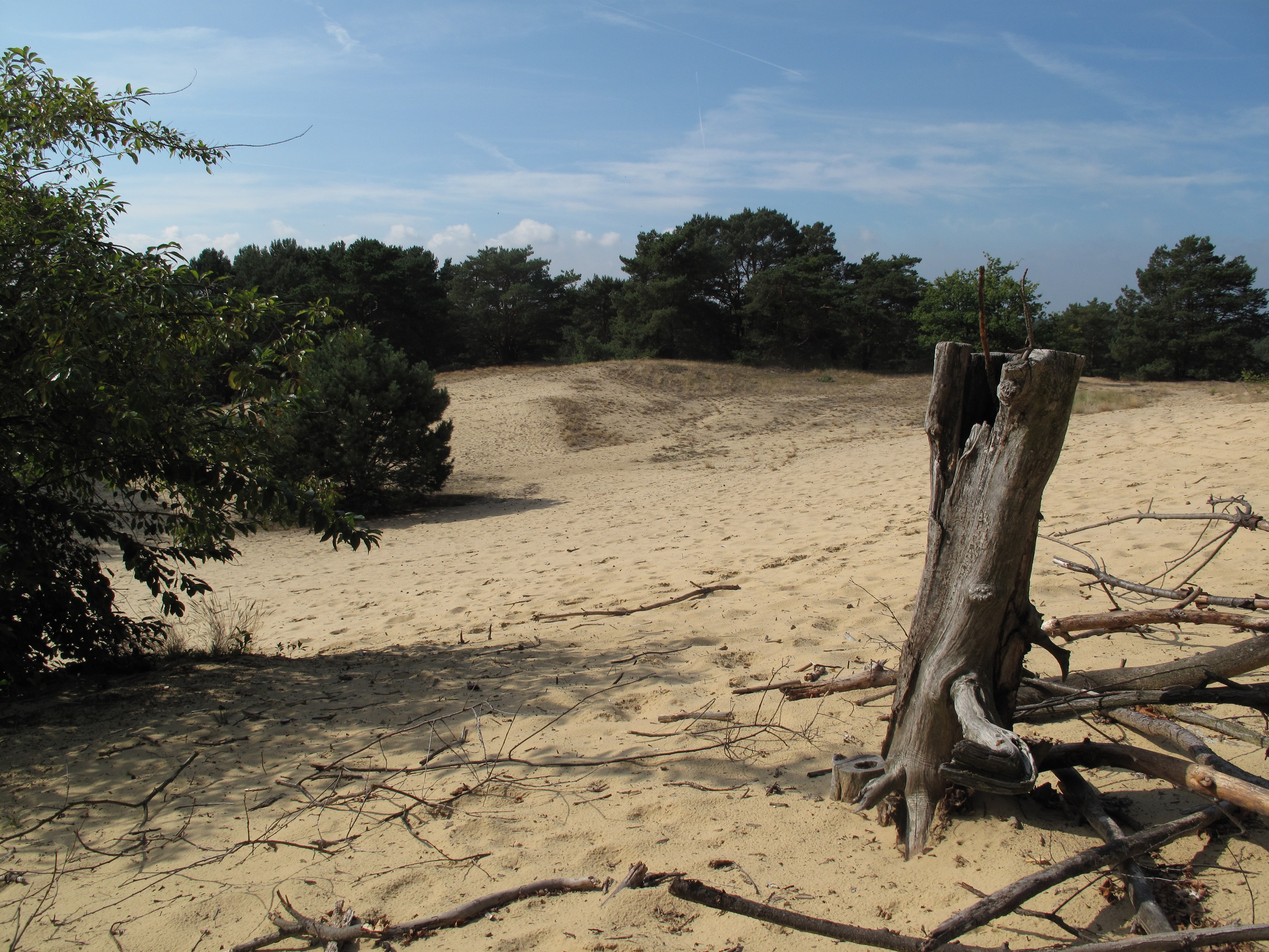
Offene Sandflächen auf dem Weinberg

Im Gegensatz zu den meisten Naturschutzgebieten in Brandenburg gibt es für das Naturschutzgebiet Binnendüne Waltersberge keine gesonderte Verordnung als Naturschutzgebiet. 1983 bereits als Flächennaturdenkmal (FND) ausgewiesen, erfolgte die Unterschutzstellung als NSG durch den „Beschluß Nr. 130 des Bezirkstages Frankfurt/Oder vom 14. März 1990, Inkrafttreten am 16. Mai 1990, Bekanntmachung in der Märkischen Oderzeitung vom 16. Mai 1990“. Als Schutzfläche werden hier 13,66 Hektar angegeben, während der FFH-Steckbrief 13,96 Hektar nennt.

### Natura-2000- und FFH-Gebiet
Das NSG Binnendüne Waltersberge ist Teil des kohärenten europäischen ökologischen Netzes besonderer Schutzgebiete Natura 2000. Der Steckbrief des Bundesamtes für Naturschutz (BfN) enthält für das 13,97 Hektar umfassende FFH-Gebiet unter der Nummer 3749-307 folgende Charakterisierung:

„[…] weitgehend gehölzarmer, offener Teil eines größeren Binnendünenkomplexes mit charakteristischen Silbergras- und Grasnelkenfluren, Schafschwingelrasen, thermophilen Säumen sowie Flechten-Kiefernwäldern und -forsten.“

Am Ostrand des Naturparks Dahme-Heideseen gelegen, befindet sich die Binnendüne knapp außerhalb des Naturparks. Sie wird allerdings in Veröffentlichungen, bei Exkursionangeboten und auch Entwicklungsmaßnahmen von der Naturparkverwaltung, dem Landesamt für Umwelt, Gesundheit und Verbraucherschutz (LUGV) und dem NABU Regionalverband Dahmeland regelmäßig in den Naturpark einbezogen.

### Naturlehrpfad Martin-Graef-Weg

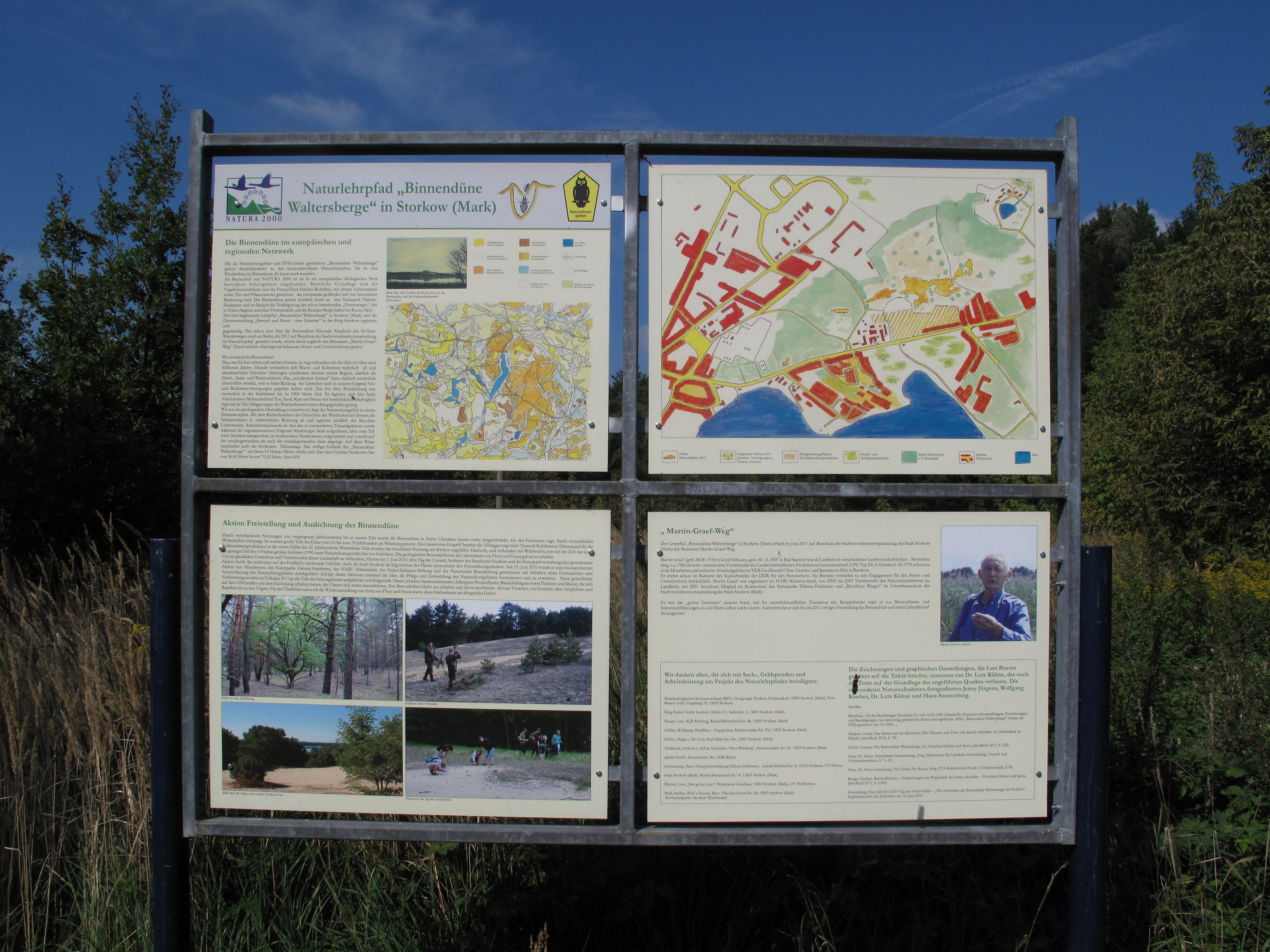
Hauptinformationstafel des Naturlehrpfads. Die Karte oben rechts zeigt die offenen Dünenflächen 2010 und die freigestellten Flächen 2011

Im Sommer 2011 wurde der Lehrpfad „Binnendüne Waltersberge in Storkow (Mark)“ eingeweiht. Der Naturlehrpfad ist mit zahlreichen Informationstafeln zur Entstehung, Geschichte, Ökologie sowie Flora und Fauna des Gebiets ausgestattet. Am Aufstieg steht eine vierteilige Tafel, die unter anderem eine Karte des Areals enthält (siehe Abbildung oben links). Auf Beschluss der Stadtverordnetenversammlung Storkow wurde dem Pfad der Beiname „Martin-Graef-Weg“ verliehen. Den Beinamen trägt der Pfad zur Erinnerung an Martin Graef (1930–2007), einen Landwirt, der sich in verschiedenen regionalen Gremien und Organisationen für den Naturschutz, auch den der Binnendüne, eingesetzt hatte. Die Querung der Düne (nebst Hirschluch) ist zudem Teil der Etappe 11 auf dem 66-Seen-Wanderweg rund um Berlin.

### Auslichtung und Freistellung der Binnendüne 2010/2011
Zu Beginn der 2000er-Jahre war nur noch weniger als ein Viertel des Gebiets offene Sandfläche. Um ein gänzliches Zuwachsen und Verschwinden dieser Landschaft zu verhindern, führten am 3. Juni 2010, anlässlich des Tags der Umwelt, Wehrpflichtige des Bundeswehrstandortes Storkow und die Naturparkverwaltung Dahme-Heideseen eine erste Ausholzungsaktion durch. Dabei wurden auf der Freifläche wachsende Gehölze wie Kiefer, Birke, Robinie, Aspe und Spätblühende Traubenkirsche entfernt. Am 12. Juni 2010 folgte eine gemeinsame Aktion von Mitarbeitern des Naturparks, des NABU Regionalverbands Dahmeland, der Heinz-Sielmann-Stiftung, der Naturwacht Brandenburg und Schülern eines Königs Wusterhausener Gymnasiums zur Artenerfassung des Naturschutzgebietes. Infolge dieser Maßnahme wurde beschlossen, die Pflege und Entwicklung des Naturschutzgebietes zu erweitern. Unter Beteiligung der Naturparkverwaltung, des Geschäftsbereichs Bundesforst der Bundesanstalt für Immobilienaufgaben und der Stadt Storkow, der Eigentümerin der Fläche, wurden daraufhin im Frühjahr 2011 große Teile des Schutzgebietes aufgelichtet und freigestellt. Die Karte der Lehrpfad-Haupttafel (siehe nebenstehende Abbildung) zeigt die offenen Dünenflächen 2010 und die freigestellten Flächen 2011 (Kiefern-, Eichengruppen, Totholz, Stubben).

## Flora und Fauna
Trotz des kleinen Raums bietet die Binnendüne sehr unterschiedliche Lebensbedingungen. In den sonnenexponierten Offenbereichen versickert das Regenwasser sehr schnell und der Sand verfügt kaum über Nährstoffe. Am Tag wird der Sandboden auf bis zu 70 °C aufgeheizt, in der Nacht kühlt er stark ab. Nur sehr angepasste und zumeist inzwischen seltene Spezialisten werden auf diesen Flächen heimisch. Am Nordhang ist das Kleinklima etwas kühler und am ruderalen Saum des Biotops, an dem bis in das 19. Jahrhundert Feuchtwiesen, Moorgemeinschaften und offene Wasserflächen anstanden, sind noch heute Feucht- und Schilfgemeinschaften vorhanden.

### Pflanzen und Pflanzengemeinschaften
Unter den zu schützenden Lebensraumtypen listet das Bundesamt für Naturschutz im FFH-Steckbrief folgende Pflanzengesellschaften auf:
- Sandheiden mit Besenheide und Ginster auf Binnendünen; EU-Code nach Anhang I der FFH-Richtlinie: 2310 = Trockene Sandheiden mit Calluna und Genista,
- Offene Grasflächen mit Silbergras und Straußgras auf Binnendünen; Code 2330 = Dünen mit offenen Grasflächen mit Corynephorus und Agrostis,
- Subkontinentale basenreiche Sandrasen; Code 6120 = Trockene, kalkreiche Sandrasen.[8]

→ Zu den in den folgenden Kapiteln angegebenen Schutzeinstufungen siehe: Gefährdungskategorien.

#### Sonnenexponierte Offenstellen und Südhang

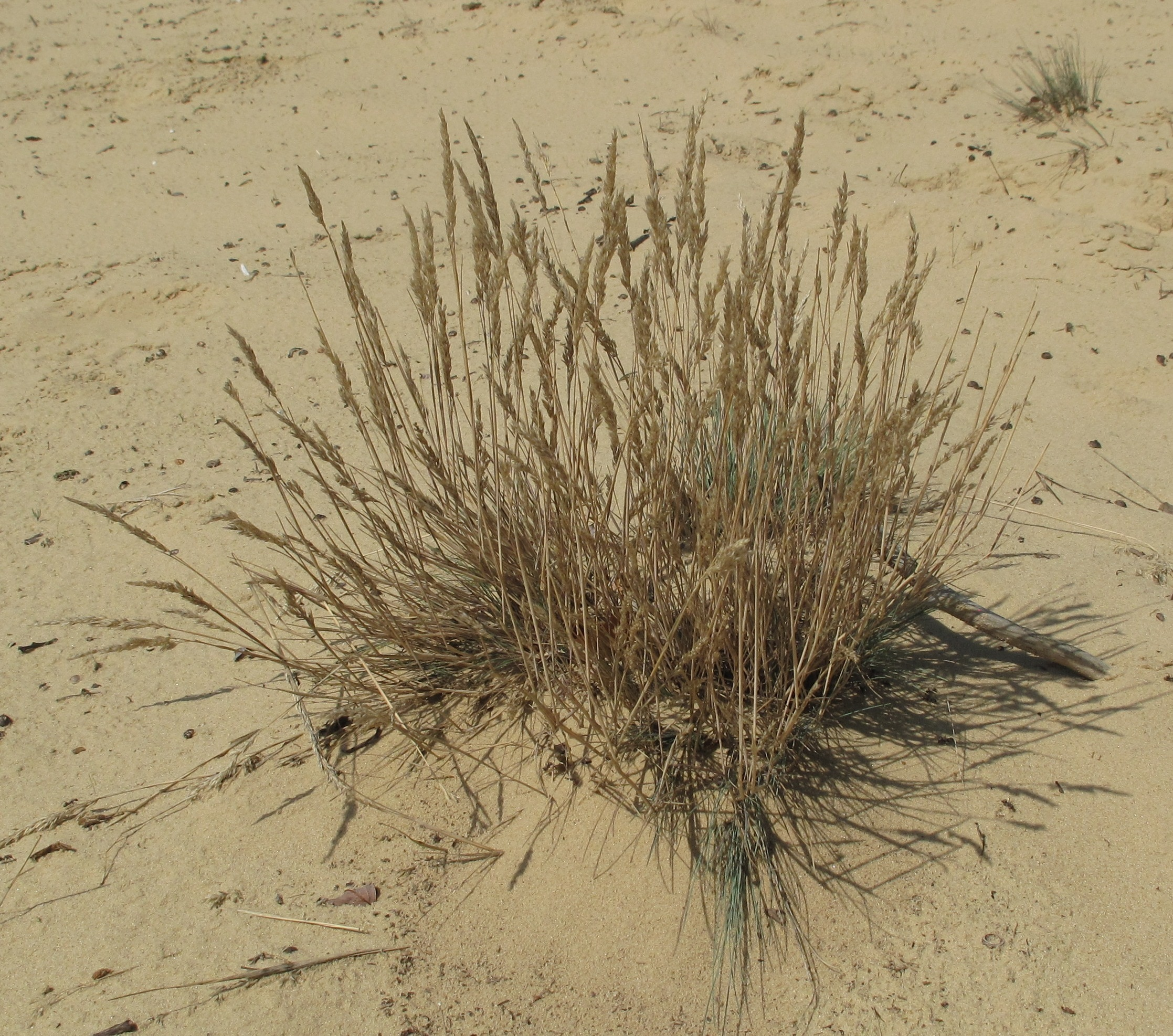
Horst des Silbergrases im September

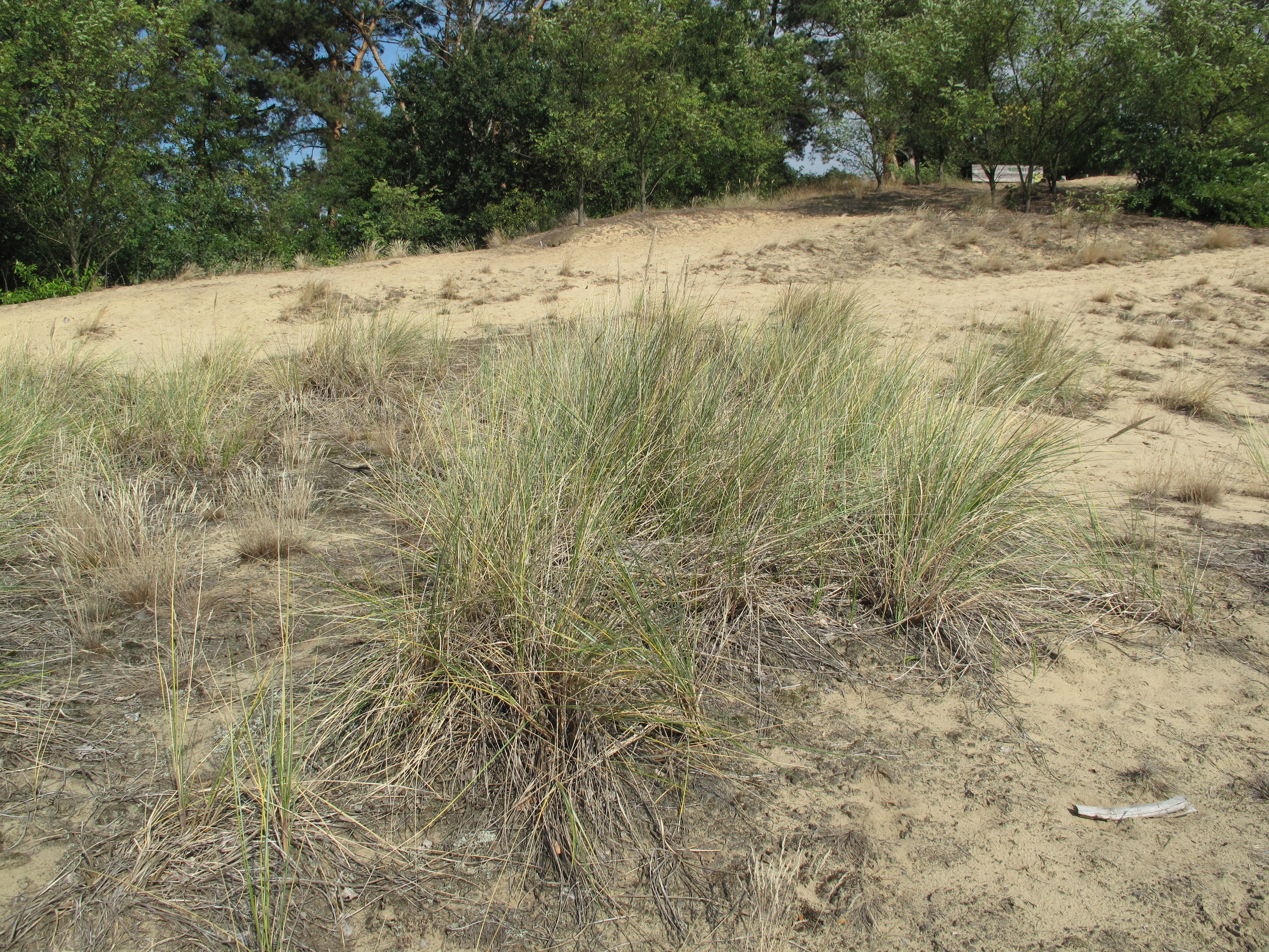
Weitere Vegetation der Offenstellen im September

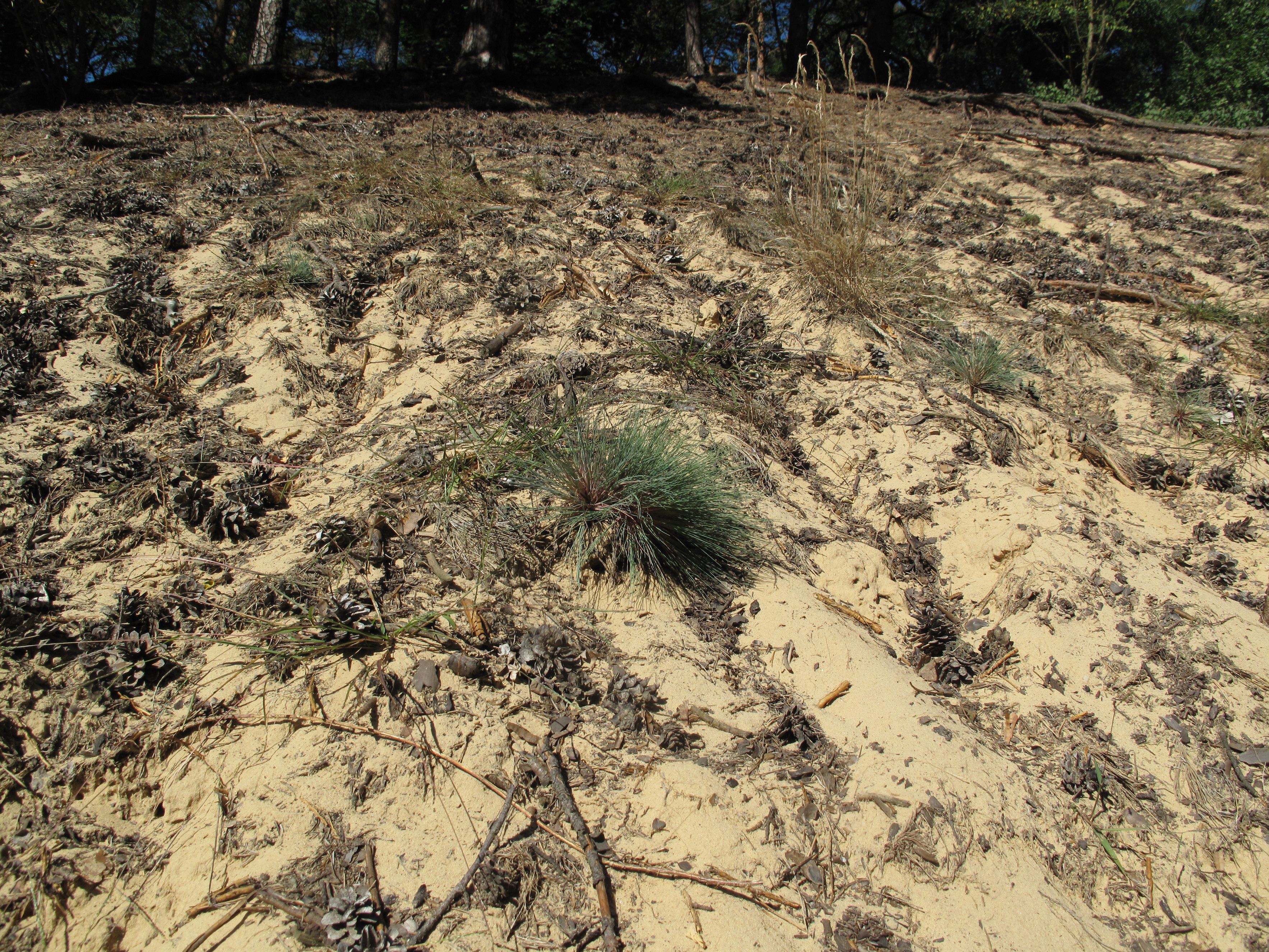
dto.

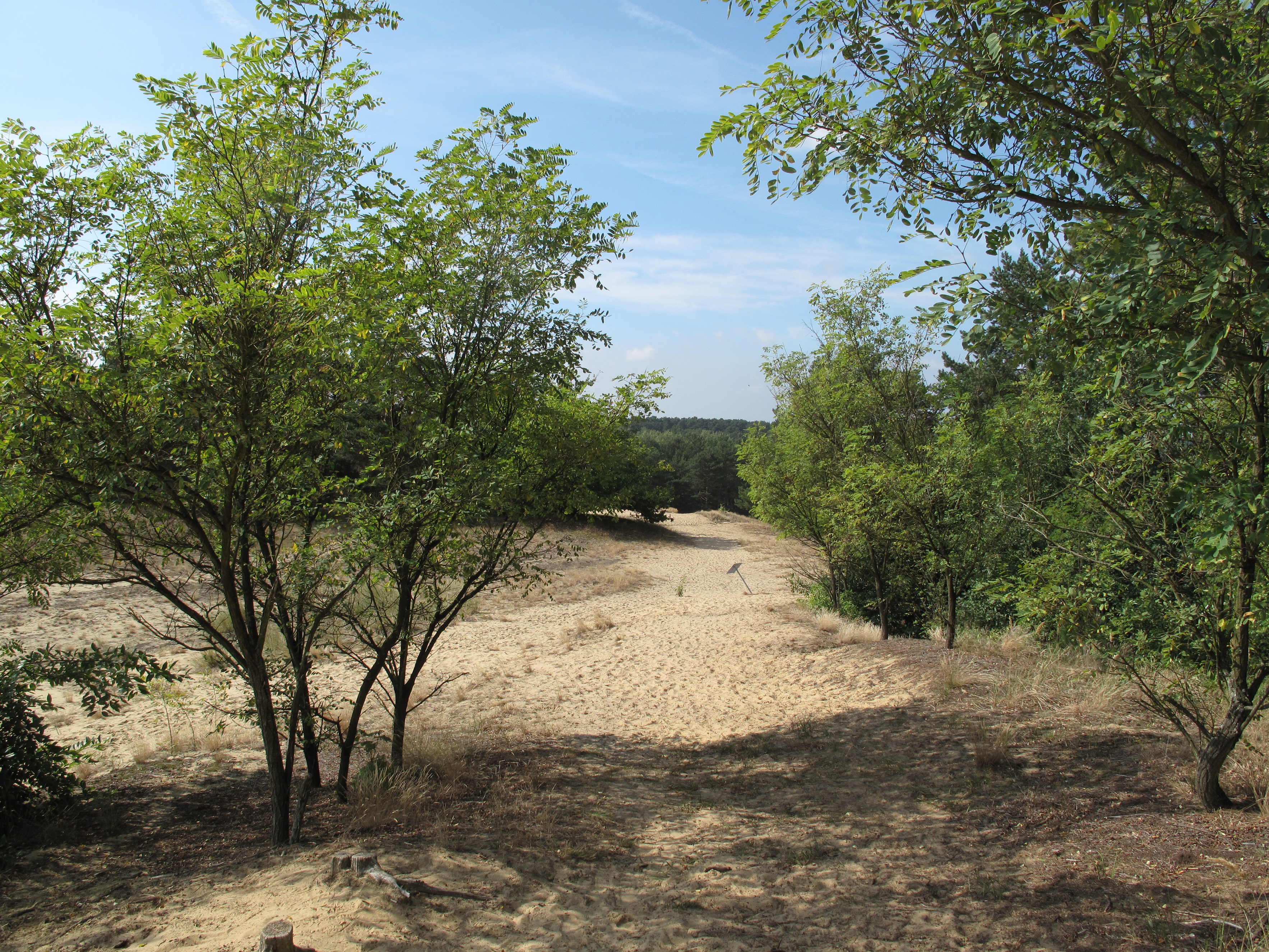
Übergang zu den Kiefernbeständen und Wälder am Saum

Charakteristisch für die freien Sandböden sind die büscheligen Horste des Silbergrases (Corynephorus canescens). Die Pionierpflanze ist die kennzeichnende Art der Silbergrasfluren (Corynephorion canescentis). Dazu gesellen sich in diesen Bereichen Straußgräser (Agrostis) die gleichfalls Horste bilden und deren meist gelblich oder rötlich gefärbte, gestielte Rispen steil nach oben stehen. Zudem bilden hier Sand-Seggen (Carex arenaria) mit ihrem meterweit kriechenden Rhizom („Wurzelstock“), von dem aus alle 5 bis 10 Zentimeter neue Sprosse emporwachsen, ihre typischen, fast schnurgeraden Reihen. Die Sand-Trockenrasen bestimmen Heide-Nelken (Dianthus deltoides) und Berg-Sandglöckchen (Jasione montana). Schöne Bestände bilden Sand-Schaf-Schwingel (Festuca psammophila) und Blaugrünes Schillergras (Koeleria glauca), beide in der Roten Liste gefährdeter Arten in Brandenburg als gefährdet eingestuft. Blühende Gruppen bilden im Sommer die in Brandenburg gleichfalls gefährdeten Arten Astlose Graslilie (Anthericum liliago) und Ohrlöffel-Leimkraut (Silene otites).
Bestände des krautigen Berg-Haarstrangs (Peucedanum oreoselinum) und des Roten Straußgrases (Agrostis capillaris) dehnen sich bis in die trockenen Ruderalstellen und Halbschattenbereiche der Kiefern aus. Die bestandsprägende Art der Sandheiden bildet die Besenheide (Calluna vulgaris), auch als Heidekraut bekannt, durchsetzt mit Ginstergewächsen Genista. Eine Bestandserfassung im Juni 2010 ergab darüber hinaus neben einer Vielzahl weiterer Arten Einzelvorkommen der in Brandenburg gefährdeten Pflanzen Frühlings-Segge (Carex caryophyllea) und Dillenius-Ehrenpreis (Veronica dillenii), dessen dunkelblaue Blüten in tief herab reichenden, traubigen Blütenständen sitzen.

#### Nordhang und Randbereiche
Die kühleren Bereiche und der ruderale Saum sind vor allem mit Kiefernwald bewachsen, durchsetzt mit jungen Gewöhnlichen Robinien (Robinia pseudoacacia) und Späten Traubenkirschen (Prunus serotina). Beide Arten sind verwilderte Pioniergehölze, die sich stark ausbreiten, und, wenn man es zulässt, auch in die offenen Sandflächen übergreifen. Die einzelnen Traubeneichen (Quercus petraea) sind hingegen erwünscht – Kiefern-Traubeneichenwälder waren der Urtyp der Wälder dieser Region. Auf den Ästen einiger Kiefern parasitiert die Kiefern-Mistel (Viscum album subsp. austriacum (Wiesb.) Vollm.; Synonym Viscum laxum Boiss. & Reut.).
Am Saum finden sich Eschen-Ahorn (Acer negundo) und Spitzahorn (Acer platanoides). Dort sollen die Pflegemaßnahmen die weitere Ausdehnung solcher Bestände sowie das Eindringen von Fremdbaumarten wie Espe (Populus tremula), Spätblühende Traubenkirsche (Prunus serotina), Schwarzer Holunder (Sambucus nigra) und Eberesche (Sorbus aucuparia) in den Kiefernforstbestand verhindern. Der Faulbaum (Frangula alnus) hingegen, ein typischer Baum des Dünenrandes, ist gern gesehen. Als erwünschter Unterwuchs wurden Schöllkraut (Chelidonium majus), Gewöhnlicher Dornfarn (Dryopteris carthusiana), das Schmalblättrige Weidenröschen (Epilobium angustifolium) und Doldiges Habichtskraut (Hieracium umbellatum) nachgewiesen. Im Halbschatten der Bäume wachsen zudem Blaubeersträucher (Vaccinium myrtillus).

#### Moose und Flechten
Auf den heißen, sandigen Offenstellen und in den gemäßigteren Säumen wurden im Juni 2010 insgesamt 16 Moosarten erfasst, darunter als typische Arten der Sandtrockenrasen Haartragendes Frauenhaar (Polytrichum piliferum) und Weißes Kurzbüchsenmoos (Brachythecium albicans). Auch das Kaktusmoos (Campylopus introflexus), ein sogenannter invasiver Neophyt aus den subtropischen bis kalt-gemäßigten Breiten der Südhemisphäre, bildet in diesen Matten aus. In den Übergangs- und Schattenbereichen gedeihen unter anderem Wald-Frauenhaar (Polytrichum formosum) und das in Brandenburg auf der Vorwarnliste stehende Gewelltblättrige Gabelzahnmoos (Dicranum polysetum). Ausgedehnte Teppiche bilden in den Kiefernwaldbereichen das Nickende Pohlmoos (Pohlia nutans) und das Rotstängelmoos (Pleurozium schreberi), dessen lateinische Bezeichnung nach dem deutschen Botaniker Johann Christian Daniel von Schreber, einem Schüler von Linné, benannt ist.
Unter den 13 erfassten Flechtenarten führt die Brandenburger Rote Liste in der Vorwarnstufe: Einseitswendige oder Fahlgelbe (milde) Rentierflechte (Cladonia arbuscula ssp. mitis), Sprossende oder Etagen-Becherflechte (Cladonia cervicornis ssp. verticilata) und Gelbe Lagerschuppenflechte (Cladonia folicaea). Besonders häufig wurden 2010 die Einseitswendige Rentierflechte und die Igel-Cladonie (Cladonia uncialis), die kennzeichnend für nährstoffarme Böden ist, angetroffen. Daneben gibt es Vorkommen der Strauchigen Hornflechte oder Dornigen Cetrarie (Cetraria aculeata), die zwar nicht in Brandenburg, aber deutschlandweit als gefährdet angesehen wird.

#### Feucht- und Schilfgemeinschaften
Zwar wurden die Feuchtbiotope am Fuß der Düne durch den Straßenbau und die Ansiedlung von Gewerbe- und Wohnbauten stark zurückgedrängt, dennoch blieben einige wenige nasse Boden- und Wasserstellen erhalten, insbesondere zum nordöstlich angrenzenden Hirschluch hin. In den Resten der Feuchtwiesen und Moorgemeinschaften wachsen Erlen (Alnus), Birken (Betula) und Schilfgemeinschaften (Phragmites australis). Im Unterwuchs sind noch Moorpflanzen und verschiedene Sauergrasarten (Cyperaceae) wie Seggen (Carex), in Deutschland besonders geschützte Torfmoose (Sphagnum), Sumpf-Schwertlilien (Iris pseudacorus) und die Blume des Jahres 1988, die in Brandenburg als gefährdet eingestufte, giftige Sumpf-Calla (Calla palustris) zu finden. Insgesamt allerdings hat die Artenvielfalt auch durch Überschilfung in diesem Bereich deutlich abgenommen.

### Tiere
Säugetiere spielen wie bei den meisten Binnendünen auch auf den Waltersbergen keine besondere Rolle. Bemerkenswert sind hingegen einige an die extremen Lebensbedingungen angepasste Insekten.

#### Ameisenlöwe – das Maskottchen der Binnendüne
Im lockeren Sand finden sich zahlreiche Trichter des Ameisenlöwen, der Larve der Ameisenjungfern (Myrmeleontidae), einer Familie der Insekten aus der Ordnung der Netzflügler. Das in Deutschland durch die Bundesartenschutzverordnung (Anlage 1) besonders geschützte Insekt des Jahres 2010 wurde zum Maskottchen der Binnendüne Waltersberge erkoren. Das Insekt führt eine extrem psammophile (sandliebende) Lebensweise und gräbt sich in offenen, sonnenexponierten Sandflächen vollständig ein. Den Extremfall dieser Anpassung stellen die trichterbauenden Arten dar, die durch ihren Körperbau ausschließlich auf diese Methode des Beutefangs angewiesen sind. Die rund 1 cm große Larve lauert im Trichtergrund auf herabrutschende Ameisen und andere Insekten, die sie mit ihren mächtigen Kieferzangen packt und aussaugt. Erwischt er die Beute nicht sofort, versucht der Ameisenlöwe, sie durch Hinaufschleudern von Sand an der Flucht zu hindern.
Der Trichterbau ist in doppelter Hinsicht eine perfekte Anpassung an die lebensfeindliche Umgebung. Zum einen erlaubt er den Larven die Erweiterung des Aktionsradius beim Beutefang, ohne größere Ortswechsel ausführen zu müssen. Zum anderen dient der Trichter als Hitzeschutz: die in Richtung Sonne liegende Trichterwand wird in einem flacheren Winkel beschienen als der ebene Boden und heizt sich infolgedessen nicht so stark auf. Es wurde beobachtet, dass sich der Ameisenlöwe vorzugsweise an der dadurch kühleren Seite aufhält und so den Oberflächentemperaturen entgeht.

#### Weitere Insekten

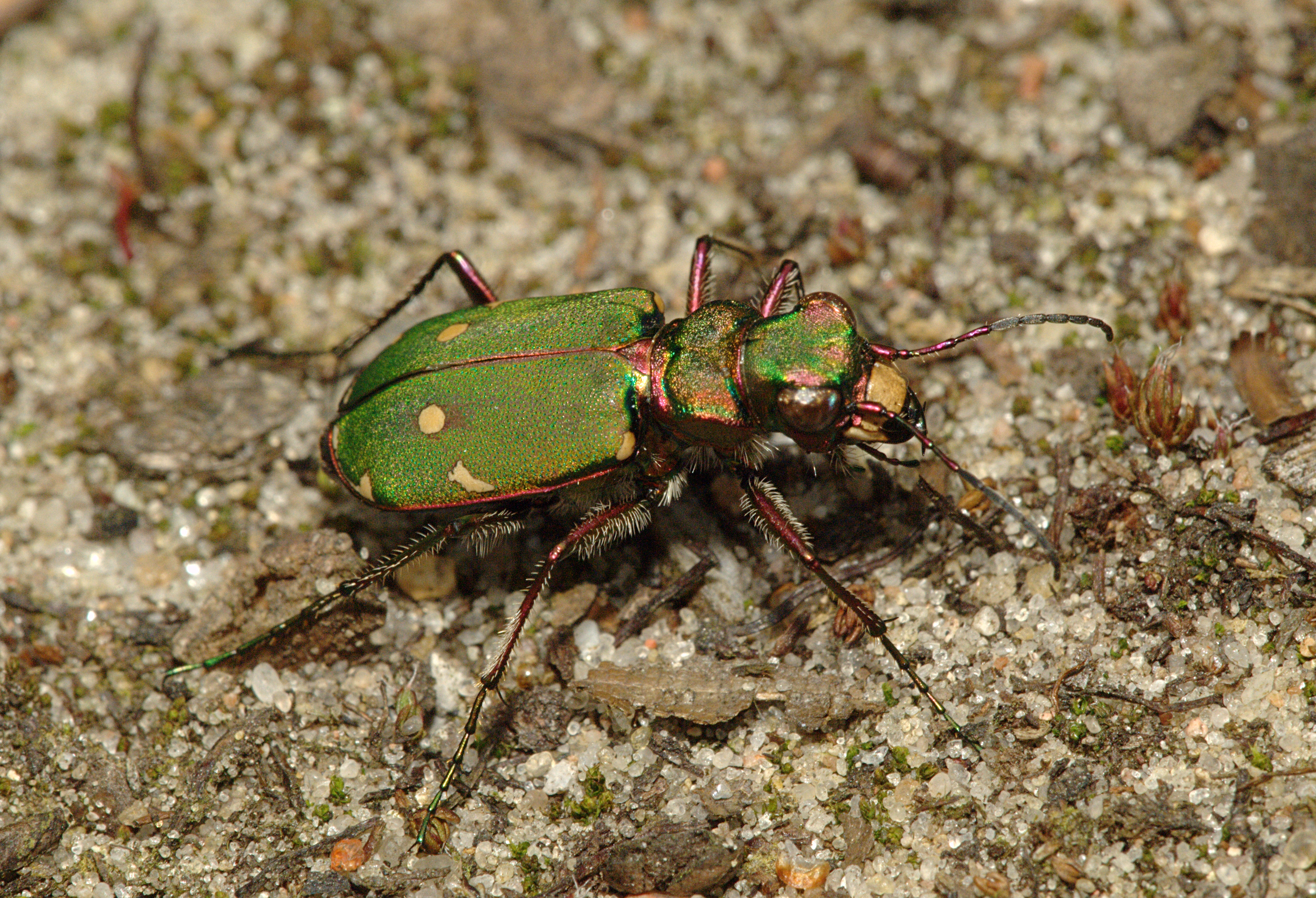
Der geschützte Feld-Sandlaufkäfer

Ein weiterer an sandige Lebensräume angepasster Bewohner der Binnendüne ist das Wappentier des Naturparks Dahme-Heideseen, der Walker oder auch Türkische Maikäfer. Da er sich von Kiefernnadeln ernährt, ist die Mischung aus Sandflächen und trotz Auslichtung nach wie vor reichen Kiefernbeständen für den Käfer aus der Familie der Blatthornkäfer ideal. Auch der Walker ist besonders geschützt. Zu beobachten sind ferner die in Deutschland gleichfalls geschützten Feld-Sandlaufkäfer. Der Jäger bevorzugt für seine Jagd auf Spinnentiere und kleine Insekten offene Flächen, auf denen Starten und Landen bei seinen kurzen Flügen keine Schwierigkeiten bereiten. Auch Sandwespen, die ihre Brut mit Raupen von Schmetterlingen oder Afterraupen versorgen, bauen ihre Nester im Sand der Düne. Heuschrecken sind unter anderem mit dem weit verbreiteten Großen Grünen Heupferd, der äußerst wärmeliebenden und laut Roter Liste in Deutschland gefährdeten Westlichen Beißschrecke und der besonders geschützten Blauflügeligen Ödlandschrecke, die trockenwarme Kahl- und Ödlandflächen mit sehr spärlicher Vegetation wie auf Trockenrasen und in Sandgruben bevorzugt, vertreten.

#### Reptilien, Weichtiere und Vögel
Aus der Klasse der Reptilien kommen Zauneidechsen (nach Anhang IV der FFH-Richtlinie streng geschützt) und Blindschleichen (besonders geschützt) vor. Der Fund mehrerer leerer Gehäuse legt nahe, dass Weinbergschnecken im Dünengebiet vertreten sind. Die Weichtiere, die bei starker Trockenheit im Sommer und damit verbundenem Wassermangel – eingeschlossen in ihrem Gehäuse – einen Trockenschlaf halten können, sind in Deutschland  besonders geschützt. Rund 20 Vogelarten wurden im Juni 2010 erfasst, die allerdings überwiegend im ruderal geprägten Laubmischwald heimisch sind. Dazu zählten: Kuckuck, Schwarzmilan, Mäusebussard, Mehlschwalbe, Zilpzalp, Girlitz, Kleiber, Mönchsgrasmücke, Grauschnäpper, Zaunkönig, Buntspecht, Waldlaubsänger, Goldammer und angeblich auch die Heidelerche (in Deutschland streng geschützt). Nach späterer Darstellung (Januar 2011, gleichfalls vom Naturpark) wurden Spezialisten für offene Sonnenflächen wie Heidelerche und Brachpieper, die ihre Nester versteckt am Boden anlegen, seit 1983 nicht mehr nachgewiesen. Für beide Arten seien die verbliebenen Freiflächen zu klein. Die Naturschützer hoffen, dass diese ehemaligen Bewohner aufgrund der erfolgten Auslichtungen und Freistellungen zurückkehren.

## Nutzungsgeschichte
Zu den Überprägungen der Waltersberge durch menschliches Wirtschaften zählen insbesondere der Weinanbau, Aufforstungen und erhebliche Sandabbauten für ein Kalksandsteinwerk.

### Storkower Weinberg

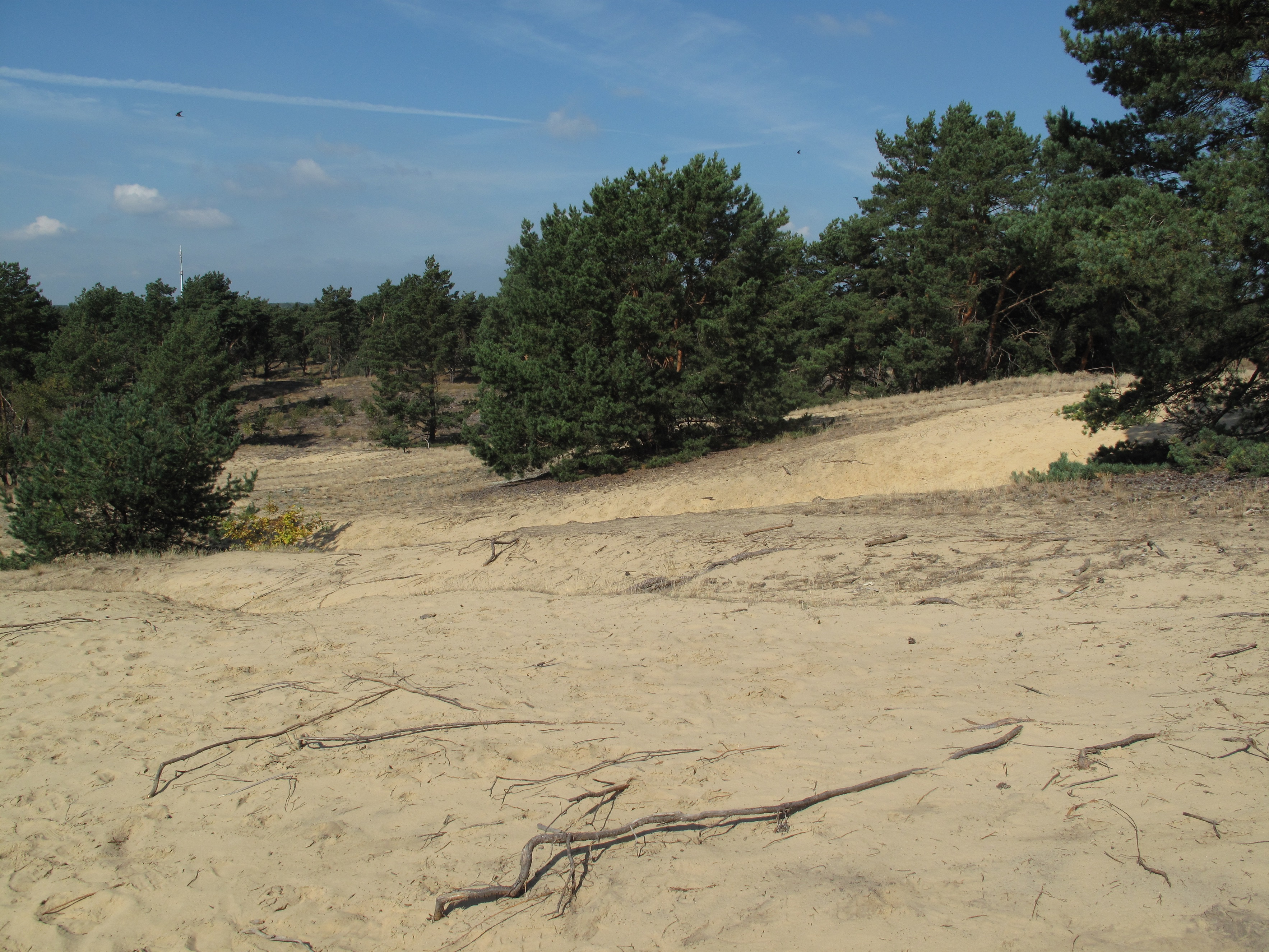
Westhang des Storkower Weinbergs

Nach Darstellung einer Informationstafel vor Ort wurde die Düne jahrhundertelang zur Hütung genutzt. Besonders die alten Landschafrassen der nahegelegenen Schäferei seien mit dem mageren Futter der Sandtrockenrasen gut zurechtgekommen. Sie fraßen den Grasfilz weg und ermöglichten den konkurrenzschwachen, kleinen Trockenrasenpflanzen ihr Wachstum. Zugleich transportierten die Schafe, auch andere Haustiere der Storkower sowie Wildtiere Samen über Kot, Fell sowie Hufe an andere Stellen und trugen zur Ausbreitung der Pflanzen bei.
In Aufzeichnungen aus dem Jahr 1493 wurde erstmals ein Winzer und 1518 der Weinberg erwähnt. Am 21. März 1518 verkaufte Ulrich von Biberstein in einer von König Ludwig von Ungarn bewilligten Urkunde die Herrschaft Storkow-Beeskow mitsamt der Burg Storkow für 45.000 rheinische Gulden unter Vorbehalt des Wiederkaufsrechts an den Bischof von Lebus, Dietrich von Bülow. In einer weiteren Urkunde vom 15. Juni 1518 wurden die verkauften Güter spezifiziert: mit allen […] Heyden, Vorwercken, Schefereyen, Ackerwerken, Weinbergen, Jagten […]. Im Erbregister der Herrschaft Storkow vom gleichen Tag heißt es:

„Ein Weinbergk vor Storckow, ob der wohl ehmals zue XXX-XL vndt mehr Viertel Wein getragen, so ist er doch allein vff XXV Virtel Wein vber den vnkosten zu gewißser Jahr nützungk angerechnet vnd das Virtel III fl., thut XXXVIII fl.“

Um 1590 wird von einem Weinberg mit einer Größe von 14 Morgen (rund 3,6 Hektar) berichtet. Seine größte Ausdehnung mit 26 Morgen (rund 6,6 Hektar) soll er 1735 erreicht haben. Für das Jahr 1750 wird ein Ertrag von 8 Fass Wein angegeben. Mit dem Rückgang des Weinanbaus in der Mark Brandenburg verringerte sich die Fläche im Jahr 1801 auf 16 Morgen (rund 4,1 Hektar). 1898 zeugten noch zwei Gebäudereste auf dem Gipfel und einzelne Weinreben von dem Anbau. Geblieben ist der Name Weinberg für die höchste Erhebung der Waltersberge und für das Gasthaus „Alter Weinberg“ am Fuß der Düne.

### Versorgung Berlins mit Bauholz und Aufforstung

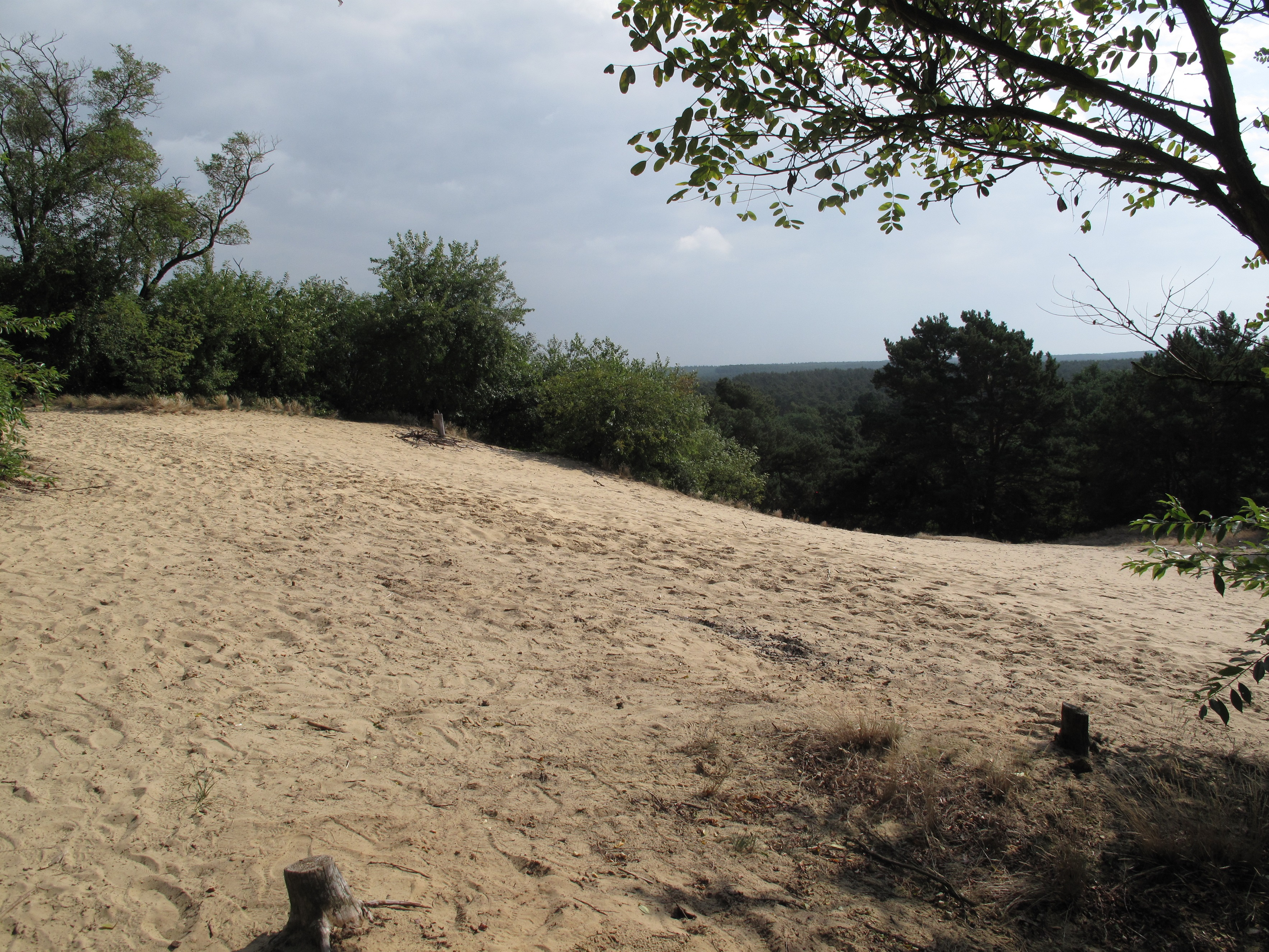
Blick vom Weinberg über die Wälder im Osten

Zur Versorgung Berlins mit Bauholz aus den Wäldern um Storkow wurden in den 1730er-Jahren die Storkower Gewässer mit der Dahme verbunden. Die Verbindung vom Storkower See zum Wolziger See wurde durch die sogenannte „Untere Verbindung“ über den Storkower Kanal hergestellt. Angelegt wurde zudem eine „Obere Verbindung“, die als Flößerkanal über das Rieploser Fließ und den Lebbiner See bereits bis in den Kolpiner Forst nördlich der Waltersberge reichte. Das letzte Teilstück zum Storkower See wurde nie realisiert und ist unter anderem an den widrigen Geländeverhältnissen gescheitert, möglicherweise an der im Weg liegenden Düne. Diese Wasserverbindung wurde bereits nach kurzer Zeit aufgegeben.
Im Zuge der Maßnahmen zum Wiederaufbau und Landesausbau nach dem Siebenjährigen Krieg (1756–1763) veranlasste Friedrich der Große 1768 eine geregelte Waldbewirtschaftung. Da insbesondere Berlin weiterhin großen Bedarf an Bauholz hatte, erging der Erlass, die Sandschellen der Mark Brandenburg mit Kiefern- und Birkensamen zu besäen. Das Amts-Vorwerk Stutgarten bekam die Anweisung, die bis zu 53 Meter hohen Türkenberge – lediglich rund zwei Kilometer westlich der Waltersberge gelegen – aufzuforsten. Bei dieser Sandschelle (über einige Tausend Morgen, 6000 Schritt lang, zum Teil turmhohe, klare Sandberge) soll es sich gleichfalls um eine Binnendüne handeln. Inzwischen bilden die Türkenberge, am Nordrand des Naturschutzgebiets Luchwiesen im heutigen Storkower Ortsteil Philadelphia über dem Storkower Kanal gelegen, ein ausgedehntes Waldgebiet.
Die Aufforstungen, die sich über Jahrzehnte hinzogen, erfolgten großteils mit der anspruchslosen und schnell ertragbringenden Waldkiefer und betrafen auch die Waltersberge. 1775 ist erstmals ein Heideläuferhaus, Vorläufer der Revierförstereien, erwähnt. Bei den Waltersbergen entstand ein ausgedehnter Forst, der 1801 eine Fläche von 5419 Morgen (rund 1400 Hektar) einnahm. Parallel zum rückläufigen Weinanbau wurden auch große Teile der Binnendüne mit Kiefern bepflanzt, sodass nur ein geringer Teil frei von Gehölzen blieb.

### Kalksandsteinwerk Storkow

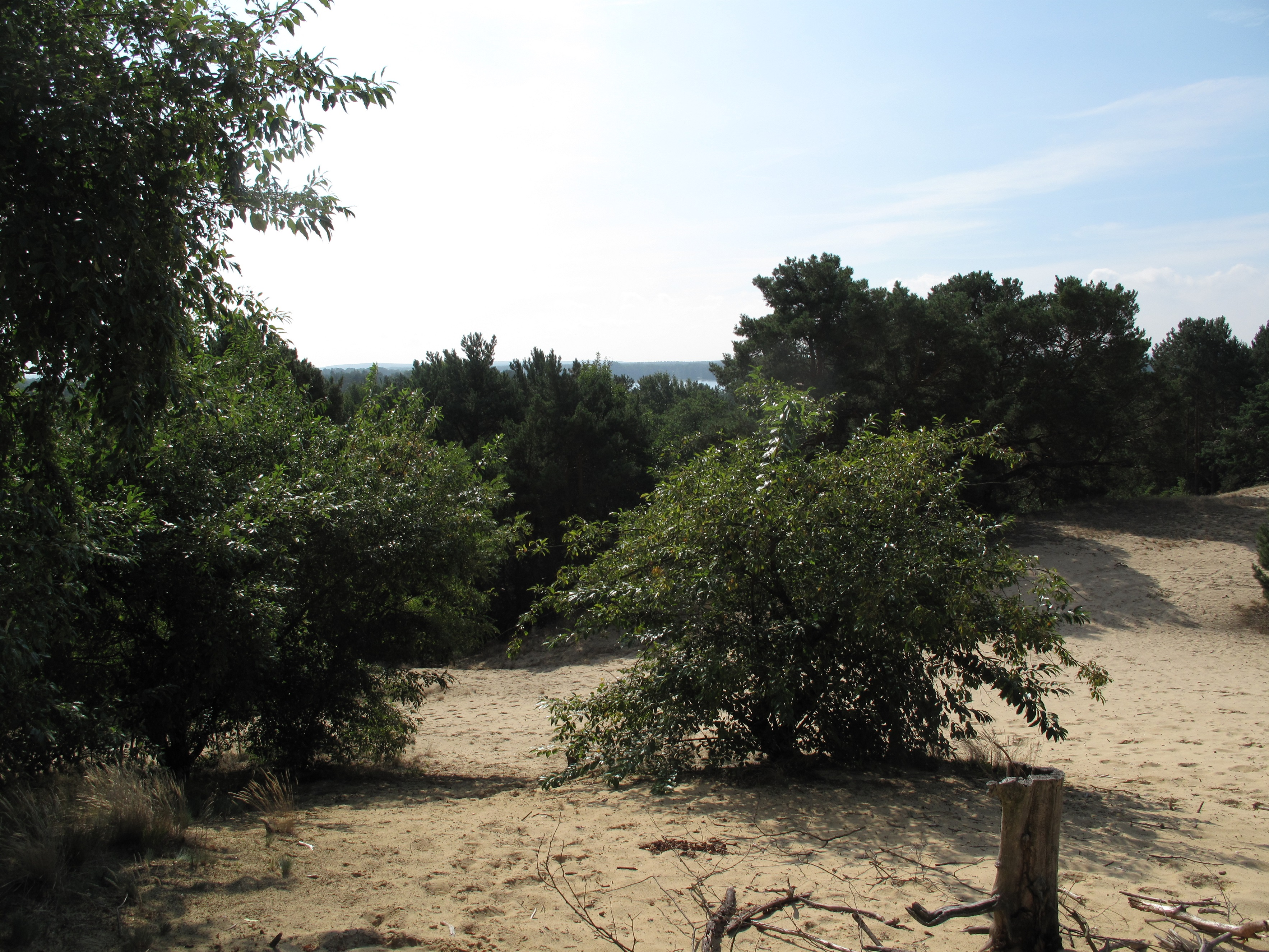
Blick vom Weinberg über den verbliebenen, kiefernbestandenen Steilhang hinweg zum Storkower See

Die nachhaltigsten Veränderungen der Waltersberge verursachte das Kalksandsteinwerk Storkow, das von 1906 bis 1944 bestand und bis zu 250 Arbeiter und Angestellte beschäftigte. Der Betrieb war gewissermaßen in seinen Hauptrohstofflieferanten, die Binnendüne, hineingebaut worden. Von der Reichenwalder Straße aus schürfte ein Eimerkettenbagger den Sand systematisch in Richtung Weinberg ab, rund 75.000 Kubikmeter Sand wurden in der ersten Zeit jährlich abgebaut. Der Sand wurde mit einer Feldbahn entlang der Straße zum Werk gebracht, das westlich des Weinbergs am Finkenberg lag. Der Kalkstein wurde mit werkseigenen Kähnen aus dem Kalksteinbruch Rüdersdorf bezogen. Die Reederei des Werks verfügte über 3 Dampfschlepper und 18 Finowmaß-Kähne. Vom Werk ging die Lorenbahn zum Umschlagplatz am Nordufer des Storkower Sees. An dem Bollwerk (heute Segelverein Ciconia Storkow) stand ein stählerner Derrickkran, dessen Ausleger mehrere nebeneinander liegende Kähne be- und entladen konnte. Zudem verfügte das Werk über eine eigene Drahtzieherei, die 1929 als weiteres wirtschaftliches Standbein in eine Nähmaschinenfabrik zur Produktion von Steppmaschinen für die Schuhindustrie umgebaut wurde.
In der Blütezeit des Werks wurden täglich 250.000 weiße Kalksteine – eine komplette Frachtlage für einen Finow-Maßkahn – produziert. Insgesamt soll das Werk fast eine Milliarde Kalksteine hergestellt haben, die zwar auch für den Bau Storkower Häuser verwendet wurden, überwiegend aber nach Berlin gingen. In der Hauptstadt wurden unter anderem Tunnel der U-Bahn aus den Storkower Steinen errichtet. Zum Inhalt des geflügelten Worts „Berlin ist aus dem Kahn erbaut“ haben Holz und Steine aus dem Gebiet ein Stück beigetragen. Zum Opfer fiel dem Bauboom fast der gesamte vordere Teil des Weinbergs, nach Schätzungen wurden mindestens 300.000 Kubikmeter Sand der Binnendüne Waltersberge abgetragen. Verblieben ist der Steilhang zur Reichenwalder Straße hin, der heute mit Kiefern bewachsen ist. Die Karte in der Hauptinformationstafel des Lehrpfads gibt die Sandgewinnungsflächen für die Kalksandsteinproduktion schraffiert wieder (siehe Abbildung oben).